# Gloria Simonetti
Gloria Simonetti Mazzarelli (Santiago del Cile, ...) è una cantante cilena, molto conosciuta in patria, che fa parte della corrente musicale detta Nueva Ola Chilena.

## Biografia
Debutta nel 1968 al Festival di Viña del Mar con Para Cuando Vuelvas di Julio Zegers. L'anno successivo vince la manifestazione con Mira Mira.